# Sevens Grand Prix Series Femenino 2012
El Sevens Grand Prix Series Femenino de 2012 fue la décima temporada del circuito de selecciones nacionales femeninas europeas de rugby 7.

## Calendario
| Torneo                         | Ciudad  | Fecha                    | Campeón    |
| ------------------------------ | ------- | ------------------------ | ---------- |
| Seven Femenino de Ameland 2012 | Ameland | 22-23 de junio           | Inglaterra |
| Seven Femenino de Moscú 2012   | Moscú   | 30 de junio - 1 de julio | Inglaterra |

## Tabla de posiciones
| Pos | País         | NED | RUS | Puntos |
| --- | ------------ | --- | --- | ------ |
| 1   | Inglaterra   | 20  | 20  | 40     |
| 2   | España       | 18  | 18  | 36     |
| 3   | Francia      | 14  | 14  | 28     |
| 4   | Países Bajos | 15  | 12  | 27     |
| 5   | Rusia        | 12  | 15  | 27     |
| 6   | Ucrania      | 8   | 10  | 18     |
| 7   | Italia       | 10  | 4   | 14     |
| 8   | Portugal     | 7   | 7   | 14     |
| 9   | Alemania     | 4   | 8   | 12     |
| 10  | Suecia       | 3   | 3   | 6      |
| 11  | Moldavia     | 1   | 2   | 3      |
| 12  | Suiza        | 2   | 1   | 3      |

| Bandera de Inglaterra |
| Campeón Inglaterra    |
| Sexto título          |